# أخطاء الذاكرة
تشير الفجوات والأخطاء في الذاكرة إلى الاسترجاع غير الصحيح أو الفقد الكامل للمعلومات الموجودة في نظام الذاكرة للحصول على تفاصيل و/أو تذكر حدث معين. قد تتضمن أخطاء الذاكرة تذكر أحداث الم تحدث مطلقًا، أو تذكرها بشكل مختلف عن الطريقة التي حدثت بها بالفعل. يمكن أن تحدث هذه الأخطاء أو الفجوات بسبب عدد من الأسباب المختلفة، بما في ذلك المشاركة العاطفية في الموقف والتوقعات والتغيرات البيئية. نظرًا لإطالة الفاصل الزمني للاحتفاظ بين تشفير واسترجاع الذاكرة، هناك زيادة في كل من المقدار المنسي واحتمال حدوث خطأ في الذاكرة.

## ملخص
هناك عدة أنواع مختلفة من أخطاء الذاكرة، إذ قد يتذكر الأشخاص تفاصيل الأحداث التي لم تحدث بشكل غير دقيق، أو قد يخطئون في توزيع مصدر الذاكرة. في حالات أخرى، يمكن لخيال حدث معين أن يخلق الثقة في أن مثل هذا الحدث قد حدث بالفعل. قد تكون أسباب أخطاء الذاكرة هذه بسبب عوامل معرفية معينة، مثل التنشيط المنتشر، أو إلى عوامل فيزيولوجية، بما في ذلك تلف الدماغ أو العمر أو العوامل العاطفية. علاوة على ذلك، أبلغ عن أخطاء في الذاكرة لدى الأفراد المصابين بالفصام والاكتئاب. يمكن أن يكون لعواقب أخطاء الذاكرة آثار كبيرة. هناك مجالان رئيسيان للقلق بشأن أخطاء الذاكرة هما شهادات شهود العيان وحالات إساءة معاملة الأطفال.

## أنواع أخطاء الذاكرة

### الحجب
يوصف الشعور الذي يشعر به الشخص عندما يعرف المعلومات، ولكن لا يمكنه تذكر تفاصيل معينة، مثل اسم الفرد أو اسم مكان بأنه تجربة طرف اللسان. تعد تجربة طرف اللسان مثالًا كلاسيكيًا على الحجب، وهو الفشل في استرداد المعلومات المتوفرة في الذاكرة على الرغم من أنك تحاول إنتاجها. رمزت المعلومات التي تحاول تذكرها وتخزينها، وهناك تلميح متاح عادةً ما يؤدي إلى تذكرها. لم تتلاش المعلومات من الذاكرة ولا ينسى الشخص استرجاعها. ما يعاني منه الشخص هو فشل كامل في الاسترجاع، ما يجعل الحجب محبطًا بشكل خاص. يحدث الحجب غالبًا بشكل خاص لأسماء الأشخاص والأماكن، لأن روابطهم بالمفاهيم والمعرفة ذات الصلة أضعف من الأسماء الشائعة. تحدث تجربة الحجب في كثير من الأحيان مع تقدمنا في السن؛ تعتبر تجربة طرف اللسان هذه شكوى شائعة بين الأشخاص الذين تتراوح أعمارهم بين 60 و70 عامًا.

### الزوال
يشير مصطلح الزوال إلى نسيان ما يحدث مع مرور الوقت. يحدث الزوال أثناء مرحلة تخزين الذاكرة، بعد تشفير التجربة وقبل استرجاعها. مع مرور الوقت، تتغير جودة ذاكرتنا أيضًا، إذ تتدهور من نوعية إلى أكثر عمومية. قرر الفيلسوف الألماني هيرمان إيبينغهاوس قياس ذاكرته الخاصة لقوائم المقاطع غير المنطقية في أوقات مختلفة بعد دراستها. قرر رسم منحنى لنمط النسيان مع مرور الوقت. لقد أدرك أن هناك انخفاضًا سريعًا في الاستبقاء أثناء الاختبارات الأولى وأن هناك معدل أبطأ للنسيان لاحقًا. لذلك، يشير الزوال إلى التغيير التدريجي لمعرفة أو فكرة معينة إلى ذكريات أكثر عمومية.

### الشرود
الشرود (الذهول) هو فجوة في الانتباه تؤدي إلى فشل الذاكرة. في هذه الحالة، لا تختفي المعلومات من الذاكرة، ويمكن استرجاعها لاحقًا. لكن قلة الانتباه في لحظة معينة تمنع استرجاع المعلومات في تلك اللحظة المحددة. سبب شائع لغياب الذهن هو قلة الانتباه. الانتباه أمر حيوي لترميز المعلومات في الذاكرة طويلة المدى. بدون الاهتمام المناسب، تقل احتمالية تخزين المواد بشكل صحيح واسترجاعها لاحقًا. عندما ينقسم الانتباه، فإن النشاط الأقل في الفص الأمامي الأيسر السفلي يقلل من القدرة على ترميز الذاكرة التفصيلي، وينتج عنه نسيان الشرود. أظهرت الأبحاث الحديثة أن الاهتمام المنقسم يؤدي أيضًا إلى مشاركة أقل للحصين في الترميز. من الأمثلة الشائعة على شرود الذهن عدم تذكر تنفيذ الإجراءات التي جرى التخطيط للقيام بها في المستقبل، على سبيل المثال، شراء مواد البقالة وتذكر أوقات الاجتماعات.

### الذكريات الكاذبة
تشير الذكريات الكاذبة، التي يشار إليها أحيانًا باسم التداخل، إلى تذكر تفاصيل غير دقيقة لحدث ما، أو تذكر حدث كامل لم يحدث أبدًا. تمكنت الدراسات التي تبحث في هذا الخطأ في الذاكرة من زرع ذكريات لم تكن موجودة أبدًا بين المشاركين، مثل الضياع في مركز تجاري عندما كان طفلًا (يُطلق عليه تقنية الضياع في المركز التجاري) أو سكب وعاء من الشراب في حفل زفاف. في هذه الحالة، زرعت ذكريات كاذبة بين المشاركين من قبل أفراد عائلاتهم الذين ادعوا وقوع الحدث. يوضح هذا الدليل إمكانية زرع ذكريات كاذبة على الأفراد من خلال جعلهم يتذكرون مثل هذه الأحداث التي لم تحدث أبدًا. يمكن أن يكون هذا الخطأ في الذاكرة مقلقًا بشكل خاص في الأوساط القضائية، حيث قد يكون لدى الشهود ذكريات كاذبة عن جريمة بعد وقوعها، خاصة عندما يخبرهم الآخرون أن أمورًا معينة ربما حدثت ولكنها لم تحدث. مجال آخر للقلق بشأن الذكريات الكاذبة هو في حالات إساءة معاملة الأطفال.

### مشكلة التحيز
مشكلة التحيز، وهي التأثيرات المشوهة للمعرفة والمعتقدات والمشاعر الحالية على تذكر التجارب السابقة. في بعض الأحيان، فإن ما يتذكره الناس من ماضيهم لا يشير إلى ما حدث بالفعل بقدر ما يشير إلى ما يؤمنون به، ويشعرون به، والمعرفة التي اكتسبوها في الوقت الحاضر. وجد الباحثون أن الحالة المزاجية الحالية للفرد يمكن أن تؤدي إلى تحيز في استعادة ذاكرتهم. هناك ثلاثة أنواع من تحيزات الذاكرة، وتحيز الاتساق، وتغير التحيز، والتحيز الأناني. تحيز الاتساق هو التحيز لإعادة بناء الماضي ليناسب الحاضر. تحيز التغيير هو الميل إلى المبالغة في الاختلافات بين ما نشعر به أو نؤمن به في الحاضر وما شعرنا به أو اعتقدناه سابقًا في الماضي. التحيز الأناني هو شكل من أشكال التحيز للتغيير، والميل إلى المبالغة في التغيير بين الماضي والحاضر من أجل جعل أنفسنا نبدو جيدًا في أي موقف معين.